# Biosphärenhaus

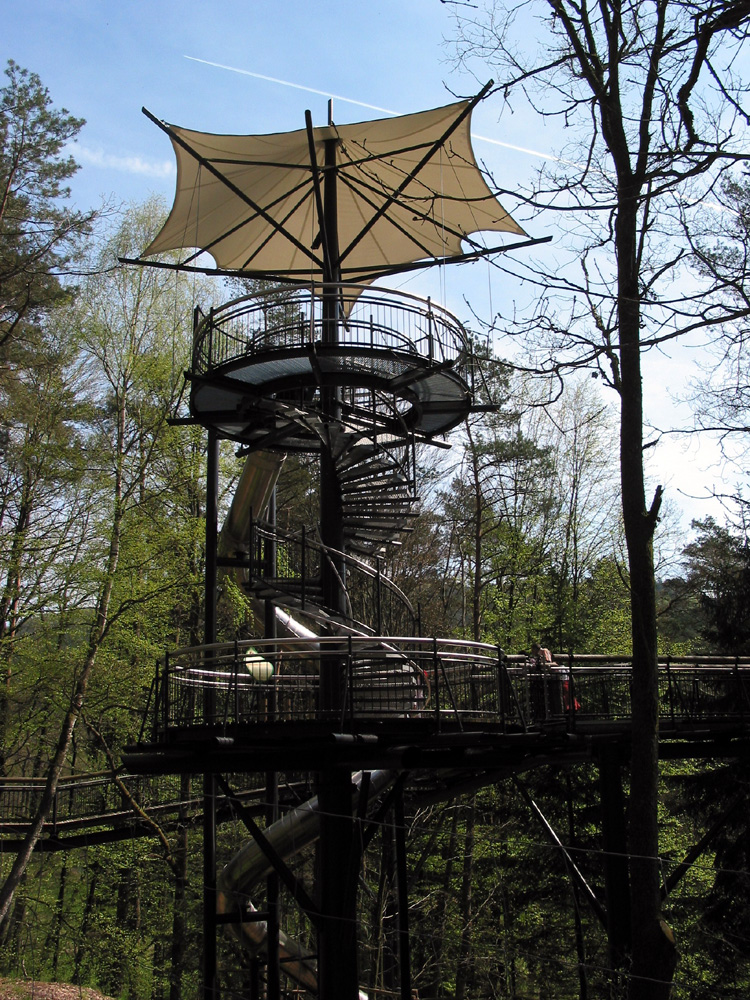
Aussichtsturm mit „Riesen-Wendelrutsche“

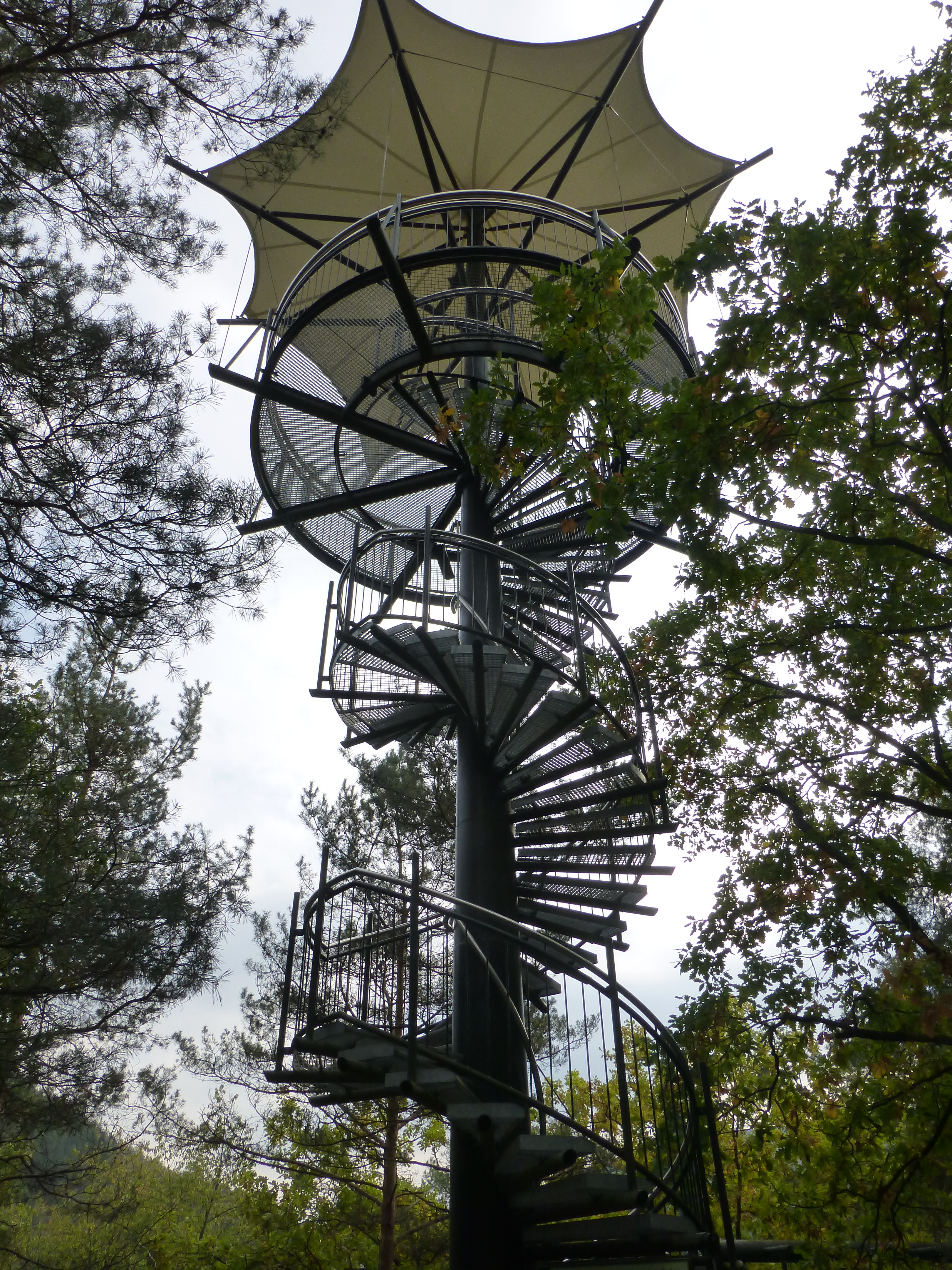
Der „Adlerhorst“ des Baumwipfelpfads

Das Biosphärenhaus und Wappenschmiede in der rheinland-pfälzischen Ortsgemeinde Fischbach bei Dahn war ein Naturerlebniszentrum. Es ist seit dem 15. Oktober 2023 geschlossen.

## Geographische Lage
Fischbach liegt im Südteil des Pfälzerwalds, dem deutschen Teil des Wasgaus, nahe der deutsch-französischen Grenze und mitten im grenzüberschreitenden Biosphärenreservat Pfälzerwald-Nordvogesen. Das Biosphärenhaus mit seinen Nebenanlagen liegt am Ostrand der Gemeinde auf etwa 200 m Höhe neben dem Naturschutzgebiet Königsbruch, das sich in der Talaue zwischen dem Saarbach, der nach seinem Wechsel ins Elsass Sauer genannt wird, und seinem linken Zufluss Spießbach erstreckt.
Am Südrand des Geländes führt die Landesstraße 478 vorbei, die – durch Fischbach hindurch – ungefähr parallel zur Grenze verläuft und dabei Bundenthal im Osten mit Eppenbrunn im Westen verbindet.

## Entwicklung und Struktur

### Biosphärenhaus
Das Biosphärenhaus wurde als dezentrales Projekt der Weltausstellung Expo 2000 in Hannover angelegt und, nach dem Bausteinprinzip aufgebaut, ständig weiterentwickelt:
Ursprünglich war das Biosphärenhaus ein einzelnes Gebäude, das im März 2000 auf zunächst einer Etage als Informationszentrum für das Biosphärenreservat eröffnet wurde. Wesentlicher Bestandteil des Informationszentrums war eine vielseitige Multimedia-Ausstellung.
Im März 2002, zwei Jahre nach der Eröffnung, kam das Naturerlebniszentrum Wappenschmiede hinzu. Es besteht aus einem Veranstaltungsraum, dem auch Übernachtungsmöglichkeiten und eine Küche angeschlossen sind. Das Naturerlebniszentrum wird besonders von Schulklassen genutzt.

### Baumwipfelpfad
Im Juni 2003 wurde ein Baumwipfelpfad in Betrieb genommen, der sich mit einer Länge von 270 m und einer Höhe von 12 bis 18 m über Grund durch die Baumkronen des Pfälzerwalds zog. Der Normalweg ist als teilweise behindertengerechter Holzsteg angelegt und führt auf etwa halber Strecke am „Adlerhorst“ vorbei, einem 35 m hohen Aussichtsturm. Dieser bietet auf seiner etwa 25 m hoch gelegenen Aussichtsplattform mit dort montierten Ferngläsern einen guten Blick über das Biosphärenreservat und in das Tal des Saarbachs. Alternativ ist der Turm auch über drei „Wackelbrücken“ erreichbar, die Hänge-, Teller- und Dschungelbrücke heißen. Der weitere Holzsteg, an dem einige Erlebnisstationen angebracht ist, hat als Ziel einen zweiten, etwa 20 m hohen Aussichtsturm, von dessen oberer Plattform eine 40 m lange „Riesen-Wendelrutsche“ zurück zum Waldboden führt.
In den ersten drei Jahren nutzten 467.000 Menschen den Pfad. Nach 20 Jahren Betrieb wurde der Baumwipfelpfad im Oktober 2023 zusammen mit dem Biosphärenhaus geschlossen.

### Wasser-Erlebnis-Weg
Der Wasser-Erlebnis-Weg wurde 2006 eröffnet. Die ca. 2 km lange Strecke entlang des Saarbachs besteht aus 14 Stationen, an denen verschiedene Aspekte des Wassers präsentiert werden, z. B. Wasserkraft, Wasserlebewesen und Wasserqualität. Ebenfalls 2006 wurde im Hauptgebäude des Biosphärenhauses die zweite Etage der Ausstellung eröffnet, auf der eine interaktive Geschichte zum Thema „Gewässer und Bachtäler“ entstand.

## Wirtschaftlichkeit und Schließung
Mit seiner touristischen Ausrichtung war das Biosphärenhaus ein Nachfolgeprojekt zum 1987 aufgegebenen Wasgausee, der ebenfalls zusätzlich Arbeitsplätze im Raum Fischbach schaffen sollte. Etwa 45 Arbeitsplätze – 15 feste und 30 saisonale – gab es rund um das Biosphärenhaus.
Da die Besucherzahlen anfangs deutlich über der ursprünglichen Prognose lagen, konnte das Biosphärenhaus den laufenden Betrieb zunächst selbst finanzieren. Das galt aber spätestens seit 2007 nicht mehr, da die Besucherzahlen um fast 75 % eingebrochen waren. Seitdem musste die Ortsgemeinde jährlich fast 100.000 Euro an Betriebskosten aus dem Gemeindehaushalt zuschießen; sie galt mit 1,7 Millionen Euro als hochverschuldet. Streitigkeiten gab es auch um Zuschüsse vom Land, die der Rechnungshof Rheinland-Pfalz im Jahr 2005 als unzulässige Beihilfe gerügt hatte. Im Jahr 2017 verlangte das Land die gesamten ab 2005 gezahlten Zuschüsse in Höhe von 90.000 Euro von der Ortsgemeinde zurück.
Im Oktober des Jahres 2022 beschloss der Gemeinderat der Ortsgemeinde Fischbach, das Biosphärenhaus zum Ablauf der Saison zu schließen. Doch fanden sich im Dezember des Jahres 2022 überraschend zwei regionale Investoren, welche mit ihrer „DaRa-Group“ den Weiterbetrieb des Areals sichern wollten. Den Mietvertrag unterschrieb jedoch im März 2023 nur einer der beiden Investoren, Ralph Wagenblatt, und verlegte den Sitz seiner neu gegründeten „Stargate-Agentur“ nach Fischbach. Wagenblatt eröffnete das Biosphärenhaus im April 2023 erneut und stellte im September 2023 ein Konzept für den Weiterbetrieb des nun unter „Natur-Erlebnis-Park“ firmierenden Gebäudes vor. Kurz darauf wurden Streitigkeiten zwischen der Ortsgemeinde und der Stargate-Agentur bekannt, die zur fristlosen Kündigung des Pachtvertrags mit der Stargate-Agentur durch die Ortsgemeinde führten. Seit dem 15. Oktober 2023 ist das Biosphärenhaus erneut geschlossen.
Ab dem 1. Februar 2024 wurde das Naturerlebniszentrum Wappenschmiede am Biosphärenhaus noch einige Zeit lang vom Bildungs- und Freizeitbetrieb Heilsbach mitbetrieben, wobei die offizielle Eröffnung des entsprechenden Angebots am 3. Februar 2024 erfolgte. Die Gäste der Wappenschmiede konnten sowohl den Pool als auch den Spielplatz des zweieinhalb Kilometer entfernten Bildungs- und Freizeitbetriebes Heilsbach mitnutzen. Am 26. Juli 2024 meldete Die Rheinpfalz, dass nun auch die Wappenschmiede geschlossen wurde und die Gemeinde Fischbach den Verkauf des gesamten Komplexes plant.

## Juristische Aufarbeitung
Infolge des juristischen Streits zwischen der Ortsgemeinde Fischbach bei Dahn, als Eigentümerin der Immobilie und des dazugehörigen Areals, und der ehemaligen Pächterin trat der Ortsbürgermeister Michael R. Schreiber nur wenige Wochen nach seiner knappen Wiederwahl im Zuge der Kommunalwahlen 2024 zurück. Die Ortsgemeinde klagte auf die noch ausstehenden Pachtzahlungen, während der vorherige Investor sowohl gegen die Ortsgemeinde im Rahmen einer Widerklage als auch gegen den vorherigen Ortsbürgermeister Schreiber im Rahmen einer Drittwiderklage Schadensersatz in Millionenhöhe gelten machte.